# Port lotniczy Bingöl
Port lotniczy Bingöl (IATA: BGG, ICAO: LTCU) – wojskowo-cywilny port lotniczy położony w Bingöl, w prowincji Bingöl, w Turcji. Został oficjalnie otwarty 12 lipca 2013 w obecności prezydenta Turcji Recepa Tayyipa Erdoğana.

## Linie lotnicze i połączenia
| Linia Lotnicza   | Kierunek                 |
| ---------------- | ------------------------ |
| AnadoluJet       | 1. Ankara                |
| Pegasus Airlines | 1. Stambuł-Sabiha Gökçen |
| Turkish Airlines | 1. Stambuł               |